# Persone di nome Nicolò
| Questa pagina contiene informazioni ricavate automaticamente dalle voci biografiche con l'ausilio del template Bio e di un bot. L'aggiornamento è periodico e automatico e ricostruisce completamente la pagina. Se manca una persona in questa lista, sei pregato di non aggiungerla, ma accertati piuttosto che la sua voce biografica contenga il template Bio e che i dati anagrafici siano correttamente compilati. Se il template Bio manca, inseriscilo tu stesso o, in alternativa, metti l'avviso {{tmp\|Bio}} che ne segnala la mancanza. Se i dati riportati sono sbagliati, correggi direttamente la voce biografica; le modifiche saranno visibili in questa lista entro pochi giorni. Per chiarimenti vedi il progetto antroponimi. La lista contiene solo le 218 persone che sono citate nell'enciclopedia e per le quali è stato implementato correttamente il template Bio. Pagina aggiornata al 22 lug 2025. |

Questa è una lista di persone presenti nell'enciclopedia che hanno il nome Nicolò, suddivise per attività principale.

## Abati(1)
- Nicolò Maggiore, abate e storico italiano (n. 1798 - † 1843)

## Allenatori di calcio(3)
- Nicolò Cherubin, allenatore di calcio e ex calciatore italiano (Vicenza, n. 1986)
- Nicolò Napoli, allenatore di calcio, ex calciatore e ex giocatore di calcio a 5 italiano (Palermo, n. 1962)
- Nicolò Sciacca, allenatore di calcio e ex calciatore italiano (Marsala, n. 1968)

## Ambasciatori(1)
- Nicolò Molin, ambasciatore italiano (n. 1562 - † 1608)

## Ammiragli(1)
- Nicolò Pasqualigo, ammiraglio italiano (n. 1770 - † 1821)

## Antiquari(1)
- Nicolò Alemanni, antiquario, bibliotecario e presbitero italiano (Ancona, n. 1583 - Roma, † 1626)

## Architetti(4)
- Nicolò Barattiero, architetto e ingegnere italiano († 1181)
- Nicolò Bettoli, architetto italiano (Parma, n. 1780 - Parma, † 1854)
- Nicolò Sebregondi, architetto e pittore italiano (Sondrio, n. 1585 - Mantova, † 1652)
- Nicolò Palma, architetto italiano (Trapani, n. 1694 - † 1779)

## Arcivescovi cattolici(5)
- Nicolò Amidano, arcivescovo cattolico italiano (Cremona - Milano, † 1454)
- Nicolò Carmine Falcone, arcivescovo cattolico italiano (Lagonegro, n. 1681 - Santa Severina, † 1759)
- Nicolò Matafari, arcivescovo cattolico italiano (Zara - Zara, † 1367)
- Nicolò Angelo Sagredo, arcivescovo cattolico italiano (Venezia, n. 1728 - Venezia, † 1804)
- Nicolò Zanasio, arcivescovo cattolico italiano (Cremona - Cremona, † 1389)

## Astrofisici(2)
- Nicolò D'Amico, astrofisico italiano (Palermo, n. 1953 - Cagliari, † 2020)
- Nicolò Dallaporta, astrofisico italiano (Trieste, n. 1910 - Padova, † 2003)

## Astronomi(1)
- Nicolò Sagri, astronomo, matematico e letterato dalmata (Ragusa di Dalmazia - Manfredonia, † 1573)

## Attori(2)
- Nicolò Diana, attore italiano (San Gimignano, n. 1996)
- Nico Tortorella, attore statunitense (Wilmette, n. 1988)

## Avvocati(2)
- Nicolò Fulci, avvocato e politico italiano (Messina, n. 1857 - Messina, † 1908)
- Nicolò Zanon, avvocato e giurista italiano (Torino, n. 1961)

## Banchieri(1)
- Nicolò di Gesù Maria Doria, banchiere e religioso italiano (Genova, n. 1539 - Alcalá de Henares, † 1594)

## Biblisti(1)
- Nicolò Malermi, biblista e monaco cristiano italiano

## Calciatori(18)
- Nicolò Barella, calciatore italiano (Cagliari, n. 1997)
- Nicolò Bianchi, calciatore italiano (Como, n. 1992)
- Nicolò Brighenti, calciatore italiano (Bussolengo, n. 1989)
- Nicolò Buso, calciatore italiano (Treviso, n. 2000)
- Nicolò Cambiaghi, calciatore italiano (Monza, n. 2000)
- Nicolò Casale, calciatore italiano (Negrar, n. 1998)
- Nicolò Consolini, ex calciatore italiano (Bologna, n. 1984)
- Nicolò Curto, calciatore italiano (Pola, n. 1908)
- Nicolò Fagioli, calciatore italiano (Piacenza, n. 2001)
- Nicolò Fazzi, calciatore italiano (Borgo a Mozzano, n. 1995)
- Nicolò Giacchetti, calciatore italiano (Sussak, n. 1903 - Fiume, † 1936)
- Nicolò Manfredini, calciatore italiano (Ferrara, n. 1988)
- Nicolò Nicolosi, calciatore e allenatore di calcio italiano (Lercara Friddi, n. 1912 - Catania, † 1986)
- Nicolò Rovella, calciatore italiano (Segrate, n. 2001)
- Nicolò Saettone, calciatore italiano (Savona, n. 1904)
- Nicolò Savona, calciatore italiano (Aosta, n. 2003)
- Nicolò Tresoldi, calciatore italiano (Cagliari, n. 2004)
- Nicolò Zaniolo, calciatore italiano (Massa, n. 1999)

## Canottieri(4)
- Nicolò Carucci, canottiere italiano (Milano, n. 2001)
- Nicolò Demiliani, canottiere italiano (Turbigo, n. 2003)
- Nicolò Simone, canottiere italiano (Dervio, n. 1931 - Dervio, † 2022)
- Nicolò Vittori, canottiere italiano (Isola d'Istria, n. 1909 - Trieste, † 1988)

## Cantautori(1)
- Nicolò Carnesi, cantautore italiano (Palermo, n. 1987)

## Cardinali(4)
- Nicolò Maria Antonelli, cardinale e orientalista italiano (Pergola, n. 1698 - Roma, † 1767)
- Nicolò Bobone, cardinale italiano (Roma - † 1200)
- Niccolò Coscia, cardinale e arcivescovo cattolico italiano (Pietradefusi, n. 1682 - Napoli, † 1755)
- Nicolò Marini, cardinale italiano (Roma, n. 1843 - Roma, † 1923)

## Ceramisti(2)
- Nicolò Poggi, ceramista italiano (Albisola, n. 1865 - Albisola, † 1915)
- Nicolò Russo, ceramista italiano (Napoli, n. 1677 - Cerreto Sannita, † 1756)

## Cestisti(5)
- Nicolò Basile, cestista italiano (Altamura, n. 1995)
- Nicolò Cazzolato, cestista italiano (Asolo, n. 1989)
- Nicolò Dellosto, cestista italiano (Trieste, n. 2000)
- Nicolò Melli, cestista italiano (Reggio Emilia, n. 1991)
- Nicolò Virginio, cestista italiano (Varese, n. 2003)

## Ciclisti su strada(2)
- Nicolò Buratti, ciclista su strada italiano (Udine, n. 2001)
- Nicolò Parisini, ciclista su strada italiano (Voghera, n. 2000)

## Compositori(2)
- Nicolò Gabrielli, compositore italiano (Napoli, n. 1814 - Parigi, † 1891)
- Nicolò Massa, compositore, pianista e direttore d'orchestra italiano (Calice Ligure, n. 1854 - Genova, † 1894)

## Condottieri(1)
- Nicolò Boccali, condottiero greco (Grecia)

## Conduttori televisivi(1)
- Nicolò De Devitiis, conduttore televisivo italiano (Roma, n. 1990)

## Critici letterari(1)
- Nicolò Mineo, critico letterario, filologo e politico italiano (Alcamo, n. 1934 - Giarre, † 2023)

## Designer(1)
- Nicolò Beretta, designer italiano (Milano, n. 1995)

## Dirigenti sportivi(1)
- Nicolò Catalano, dirigente sportivo italiano (Trapani, n. 1940)

## Dogi(10)
- Nicolò Cattaneo Della Volta, doge (Genova, n. 1679 - Genova, † 1751)
- Nicolò Contarini, doge (Venezia, n. 1553 - Venezia, † 1631)
- Nicolò Donà, doge (Venezia, n. 1540 - Venezia, † 1618)
- Nicolò Doria, doge (Genova, n. 1525 - Genova, † 1592)
- Nicolò Guarco, doge (Cesino, n. 1325 - Lerici, † 1385)
- Nicolò Sagredo, doge (Venezia, n. 1606 - Venezia, † 1676)
- Nicolò Spinola, doge (Genova, n. 1677 - Genova, † 1743)
- Nicolò Tron, doge (Venezia, n. 1399 - Venezia, † 1473)
- Nicolò Zoagli, doge (Genova, n. 1340 - Genova, † 1408)
- Nicolò Da Ponte, doge (Venezia, n. 1491 - Venezia, † 1585)

## Drammaturghi(1)
- Nicolò Sordo, drammaturgo e attore teatrale italiano (Verona, n. 1992)

## Filosofi(2)
- Nicolò Vito di Gozze, filosofo dalmata (Ragusa, n. 1549 - Ragusa, † 1610)
- Nicolò d'Alfonso, filosofo, pedagogista e medico italiano (Santa Severina, n. 1853 - Roma, † 1933)

## Funzionari(1)
- Niccolò Cusa, prefetto e politico italiano (Corleone, n. 1821 - Palermo, † 1893)

## Generali(4)
- Nicolò Falsaperna, generale italiano (Ancona, n. 1958 - Imola, † 2025)
- Nicolò Giacchi, generale e storico italiano (Novara, n. 1877 - Roma, † 1948)
- Nicolò de Miniussi, generale e diplomatico austriaco (Trieste, n. 1788 - Valencia, † 1868)
- Nicolò Pollari, generale e funzionario italiano (Caltanissetta, n. 1943)

## Gesuiti(1)
- Nicolò Mascardi, gesuita, missionario e esploratore italiano (Sarzana, n. 1624 - Patagonia, † 1674)

## Ginnasti(1)
- Nicolò Mozzato, ginnasta italiano (Venezia, n. 2000)

## Giocatori di biliardo(1)
- Nicolò Cammarata, giocatore di biliardo italiano (Resuttano, n. 1950)

## Giocatori di calcio a 5(1)
- Nicolò Baron, giocatore di calcio a 5 italiano (Cittadella, n. 1996)

## Giornalisti(1)
- Nicolò Carosio, giornalista e telecronista sportivo italiano (Palermo, n. 1907 - Milano, † 1984)

## Giuristi(2)
- Nicolò Amato, giurista italiano (Messina, n. 1933 - Roma, † 2021)
- Nicolò Crasso, giurista e poeta italiano (Venezia, n. 1585 - Venezia, † 1656)

## Glottologi(1)
- Nicolò Camarda, glottologo, grecista e traduttore italiano (Piana degli Albanesi, n. 1807 - Palermo, † 1884)

## Imprenditori(1)
- Nicolò Voltan, imprenditore e dirigente sportivo italiano (Albignasego, n. 1938)

## Impresari teatrali(1)
- Nicolò Peretti, impresario teatrale, compositore e cantante castrato italiano

## Incisori(1)
- Nicolò Barbini, incisore italiano (Murano, n. 1903 - Murano, † 1985)

## Ingegneri(1)
- Nicolò Baschiera, ingegnere italiano (Milano, † 1780)

## Insegnanti(1)
- Nicolò Garaventa, insegnante italiano (Uscio, n. 1848 - Masone, † 1917)

## Latinisti(1)
- Nicolò Di Carlo, latinista italiano (Altofonte, n. 1810 - Altofonte, † 1873)

## Letterati(1)
- Nicolò Biscaccia, letterato, storico e scrittore italiano (Rovigo, n. 1795 - Rovigo, † 1876)

## Liutai(2)
- Nicolò Bianchi, liutaio italiano (Albisola Superiore, n. 1803 - Nizza, † 1880)
- Nicolò Gagliano, liutaio italiano (n. 1695)

## Mafiosi(2)
- Nicolò Schirò, mafioso italiano (Roccamena, n. 1872 - Camporeale, † 1957)
- Nicholas Morello, mafioso italiano (Corleone, n. 1890 - Brooklyn, † 1916)

## Medici(1)
- Nicolò Mutoni, medico, scrittore e traduttore italiano (Milano)

## Militari(7)
- Nicolò Arimondi, militare e dirigente sportivo italiano (Chiusa di Pesio, n. 1867 - Padova, † 1935)
- Nicolò Bonessa, militare italiano (Udine, n. 1897 - Sciasciamanna, † 1941)
- Nicolò Cobolli Gigli, ufficiale e aviatore italiano (Torino, n. 1918 - Cielo d'Albania, † 1941)
- Nicolò De Carli, militare e politico italiano (Azzano Decimo, n. 1894 - Torino, † 1937)
- Nicola Fabrizi, militare, patriota e politico italiano (Modena, n. 1804 - Roma, † 1885)
- Nicolò Guidi di Bagno, militare, arcivescovo cattolico e cardinale italiano (Rimini, n. 1584 - Roma, † 1663)
- Nicolò Madalena, militare italiano (San Remo, n. 1863 - Sidi Garbàa, † 1913)

## Navigatori(1)
- Fratelli Zeno, navigatore italiano (Venezia, n. 1326 - Venezia, † 1402)

## Nobili(6)
- Nicolò Avarna, nobile, imprenditore e politico italiano (Palermo, n. 1839 - Napoli, † 1920)
- Niccolò Placido II Branciforte, nobile e politico italiano (n. 1651 - Palermo, † 1723)
- Nicolò Lodron, nobile austriaco (n. 1549 - † 1621)
- Nicolò Maria Lodron, nobile italiano (n. 1475 - † 1548)
- Nicolò Visconti Venosta, nobile e politico italiano (Milano, n. 1752 - Milano, † 1828)
- Nicolò I d'Este, nobile e condottiero italiano (Ferrara - Ferrara, † 1344)

## Numismatici(1)
- Nicolò Bon, numismatico italiano (Candia, n. 1635 - Venezia, † 1712)

## Nuotatori(2)
- Nicolò Martinenghi, nuotatore italiano (Varese, n. 1999)
- Nicolò Ogliari, nuotatore artistico italiano (Parma, n. 1998)

## Orafi(1)
- Nicolò Lionello, orafo e architetto italiano (Udine - Udine, † 1462)

## Organari(1)
- Nicolò Picasso, organaro italiano (Genova)

## Organisti(2)
- Nicolò Coccon, organista, compositore e direttore di coro italiano (Venezia, n. 1826 - Venezia, † 1903)
- Nicolò Pervé, organista e compositore francese

## Ostacolisti(1)
- Nicolò Giacalone, ostacolista italiano (Roma, n. 1997)

## Pallamanisti(1)
- Nicolò D'Antino, pallamanista italiano (Trento, n. 1999)

## Patriarchi cattolici(1)
- Nicolò Donà, patriarca cattolico italiano (Venezia, n. 1434 - Cividale del Friuli, † 1497)

## Patrioti(1)
- Nicolò Mignogna, patriota e politico italiano (Taranto, n. 1808 - Giugliano in Campania, † 1870)

## Pianisti(1)
- Nicolò Fragile, pianista, compositore e arrangiatore italiano (Leonforte, n. 1966)

## Piloti motociclistici(1)
- Nicolò Bulega, pilota motociclistico italiano (Montecchio Emilia, n. 1999)

## Pittori(13)
- Nicolò Alunno, pittore italiano (Foligno - Foligno, † 1502)
- Nicolò Bambini, pittore italiano (Venezia, n. 1651 - Venezia, † 1736)
- Nicolò Barabino, pittore e scenografo italiano (San Pier d'Arena, n. 1832 - Firenze, † 1891)
- Nicolò dell'Abate, pittore italiano (Modena - Fontainebleau, † 1571)
- Nicolò Dorigati, pittore italiano (Trento, n. 1662 - † 1750)
- Nicolò da Voltri, pittore italiano (Voltri)
- Nicolò Raguseo, pittore dalmata (Ragusa, † 1517)
- Nicolò di Pietro, pittore italiano
- Nicolò Pizzolo, pittore e scultore italiano (Padova - Padova, † 1453)
- Nicolò Rondinelli, pittore italiano (Ravenna, † 1510)
- Nicolò Semitecolo, pittore italiano (Venezia)
- Nicolò Solimani, pittore italiano (Verona)
- Nicolò Corso, pittore italiano (n. 1446 - Quarto, † 1513)

## Poeti(5)
- Nicolò Beregan, poeta e librettista italiano (Vicenza, n. 1627 - Venezia, † 1713)
- Nicolò Minato, poeta, librettista e impresario teatrale italiano (Bergamo - Vienna, † 1698)
- Nicolò Morlupino, poeta italiano (n. 1528 - † 1570)
- Nicolò di Nale, poeta e matematico dalmata (Ragusa di Dalmazia, n. 1500 - † 1585)
- Nicolò de' Rossi, poeta e giurista italiano (Treviso, n. 1290)

## Politici(25)
- Nicolò Antinori, politico italiano (Firenze, n. 1818 - Firenze, † 1882)
- Nicolò Asaro, politico italiano (San Cataldo, n. 1920 - San Cataldo, † 1973)
- Nicola Bombacci, politico e rivoluzionario italiano (Civitella di Romagna, n. 1879 - Dongo, † 1945)
- Nicolò Bona, politico dalmata (Ragusa, n. 1600 - Bosnia, † 1678)
- Nicolò Carandini, politico e imprenditore italiano (Como, n. 1895 - Roma, † 1972)
- Nicolò Cipolla, politico italiano (Agrigento, n. 1922 - Palermo, † 2017)
- Nicolò Cristaldi, politico e artista italiano (Mazara del Vallo, n. 1950)
- Nicolò Doria, politico e militare italiano (Genova - Genova, † 1276)
- Nicolò Erizzo, politico e diplomatico italiano (Venezia, n. 1722 - Venezia, † 1806)
- Nicolò Fieschi, politico italiano (Genova)
- Nicolò Foscarini, politico e ambasciatore italiano (Venezia, n. 1671 - Venezia, † 1752)
- Nicolò Gallo, politico italiano (Agrigento, n. 1849 - Roma, † 1907)
- Nicolò Gavotti, politico italiano (n. 1819 - Albissola, † 1890)
- Nicolò Lipari, politico e giurista italiano (Trapani, n. 1934 - Roma, † 2024)
- Nicolò Maggioncalda, politico italiano (Genova, n. 1813 - Genova, † 1878)
- Nicolò Marcello, politico italiano (Venezia, n. 1397 - Venezia, † 1474)
- Nicolò Melodia, politico italiano (Altamura, n. 1840 - Roma, † 1929)
- Nicolò Nicolosi, politico italiano (Bisacquino, n. 1942)
- Nicolò Quartieri, politico italiano (Bagnone, n. 1837 - Bagnone, † 1904)
- Nicolò Trevisan, politico, militare e storiografo italiano (Venezia - Venezia, † 1369)
- Nicolò Trigari, politico italiano (Zara, n. 1827 - Zara, † 1902)
- Nicolò Tron, politico, imprenditore e agronomo italiano (Padova, n. 1685 - Venezia, † 1771)
- Nicolò Turrisi Colonna, politico italiano (Palermo, n. 1817 - Palermo, † 1889)
- Nicolò Vergottini, politico italiano (Parenzo, n. 1797 - Venezia, † 1859)
- Nicolò Antonio De Montes, politico italiano (Capua)

## Poliziotti(1)
- Nicolò Cannella, carabiniere italiano (Casteltermini, n. 1947 - Gibellina, † 1968)

## Presbiteri(2)
- Eugenio Barsanti, presbitero, ingegnere e inventore italiano (Pietrasanta, n. 1821 - Seraing, † 1864)
- Nicolò Rusca, presbitero svizzero (Bedano, n. 1563 - Thusis, † 1618)

## Rapper(1)
- Tony Effe, rapper italiano (Roma, n. 1991)

## Registi(2)
- Nicolò Bongiorno, regista, sceneggiatore e produttore cinematografico italiano (Milano, n. 1976)
- Nicolò Ferrari, regista e sceneggiatore italiano (Camogli, n. 1928 - Roma, † 2007)

## Rugbisti a 15(1)
- Nicolò Casilio, rugbista a 15 italiano (L'Aquila, n. 1998)

## Sciatori alpini(2)
- Nicolò Cerbo, ex sciatore alpino italiano (Cuneo, n. 1994)
- Nicolò Molteni, sciatore alpino italiano (Cabiate, n. 1998)

## Scrittori(3)
- Nicolò Chetta, scrittore e poeta italiano (Contessa Entellina, n. 1741 - Palermo, † 1803)
- Nicolò Figlia, scrittore e presbitero italiano (Mezzojuso, n. 1693 - Mezzojuso, † 1769)
- Nicolò Govoni, scrittore e attivista italiano (Cremona, n. 1993)

## Scultori(1)
- Nicolò Traverso, scultore italiano (Genova, n. 1745 - Genova, † 1823)

## Sociologi(1)
- Nicolò Rezzara, sociologo e politico italiano (Chiuppano, n. 1848 - Bergamo, † 1915)

## Storici(3)
- Nicolò Barbaro, storico italiano (n. 1420 - † 1494)
- Nicolò Tinebra Martorana, storico italiano (Racalmuto - Serradifalco, † 1921)
- Niccolò Zeno, storico italiano (Venezia, n. 1515 - † 1565)

## Storici dell'arte(1)
- Nicolò Rasmo, storico dell'arte italiano (Trento, n. 1909 - Bolzano, † 1986)

## Teologi(2)
- Nicolò da Bracciano, teologo e vescovo cattolico italiano (Bracciano, n. 1451 - Parma, † 1509)
- Nicolò da Ferrara, teologo e storico italiano (Ferrara)

## Teorici della musica(1)
- Nicolò Burzio, teorico musicale italiano (Parma - Parma, † 1528)

## Umanisti(1)
- Nicolò d'Arco, umanista e poeta italiano (Arco - Mantova)

## Velisti(2)
- Nicolò Renna, velista italiano (Rovereto, n. 2001)
- Nicolò Rode, velista italiano (Lussinpiccolo, n. 1912 - Verona, † 1998)

## Vescovi cattolici(14)
- Nicolò Anselmi, vescovo cattolico italiano (Genova, n. 1961)
- Nicolò Bazia, vescovo cattolico italiano
- Niccolò Bonafede, vescovo cattolico e condottiero italiano (Monte San Giusto, n. 1463 - Monte San Giusto, † 1534)
- Nicolò Canelles, vescovo cattolico spagnolo (Iglesias, n. 1515 - Cagliari, † 1585)
- Nicolò Caranza, vescovo cattolico italiano (Varese Ligure, n. 1641 - Borgo San Donnino, † 1697)
- Nicolò Franco, vescovo cattolico italiano (Este - Montebelluna, † 1499)
- Nicolò Gatto, vescovo cattolico italiano (Patti, n. 1785 - Patti, † 1831)
- Nicolò Antonio Giustinian, vescovo cattolico italiano (Venezia, n. 1712 - Padova, † 1796)
- Nicolò da Bruna, vescovo cattolico boemo (Brno - Nicolsburgo, † 1347)
- Nicolò, vescovo cattolico italiano († 1262)
- Nicolò Ormaneto, vescovo cattolico italiano (Verona - Verona, † 1577)
- Nicolò Stizzìa, vescovo cattolico, teologo e giurista italiano (Paternò, n. 1540 - Cefalù, † 1595)
- Nicolò Trevisan, vescovo cattolico italiano (Padova, n. 1436 - Padova, † 1498)
- Nicolò dall'Aste, vescovo cattolico, teologo e medico italiano († 1470)

## Vetrai(1)
- Nicolò Dall'Aquila, vetraio italiano (Murano - Murano, † 1585)

## Senza attività specificata(3)
- Nicolò Corradini, ex orientista italiano (Castello-Molina di Fiemme, n. 1964)
- Nicolò Deligia, ex pentatleta italiano (Tadasuni, n. 1940)
- Nicolò Grimaldi, cantante castrato italiano (Napoli, n. 1673 - Napoli, † 1732)